# None is Too Many
Никого́ — это уже́ сли́шком мно́го. Канада и европейские евреи, 1933—1948 (англ. None is Too Many: Canada and the Jews of Europe, 1933-1948) — книга Ирвинга Абеллы и Гарольда Тропера об иммиграционной политике Канады в отношении еврейских беженцев в период Холокоста, изданная в 1982 году издательством Lester & Orpen Dennys.
Книга стала сенсацией и бестселлером, поскольку подрывала общепринятый миф, что Канада всегда была страной, которая без ограничений принимала иммигрантов и беженцев. Согласно этому исследованию, Канада приняла меньше еврейских беженцев от нацизма, чем любая другая западная страна. С 1982 года книга неоднократно переиздавалась.

## Содержание
В 1930-е годы по известному высказыванию Хаима Вейцмана (впоследствии — первого президента Израиля), «Мир разделился на два лагеря: на страны, не желающие иметь у себя евреев, и страны, не желающие впускать их в свою страну». Канада относилась ко второй группе. Тема книги — исследование, почему Канада приняла меньше еврейских беженцев от нацизма, чем любая другая западная страна.
Название книги основано на известном историческом событии. В начале 1939 года анонимного иммиграционного агента (по некоторым утверждениям, это был министр иммиграции Фредерик Блэр) спросили, сколько евреев сможет принять Канада в случае войны. Он ответил: «Никого — это уже слишком много» (англ. None is Too Many). Благодаря этой книге фраза вошла в канадский политический лексикон.
Авторы детально рассматривают причины такой политики. Хотя наиболее простым объяснением является экономическая депрессия, Абелла и Троппер не считают её наиболее важной причиной. По их мнению, иммиграционная политика Канады благоприятствовала тем, кто считался наиболее близким к «канадскому образу жизни». Авторы полагают, что иммиграционные власти считали евреев людьми с чуждыми обычаями, языком и религией, которые сами виноваты в том, что происходит с ними в Европе, и могут создать проблемы, если впустить их в Канаду.
Ответственность за проведение такой политики авторы возлагают на ряд чиновников, начиная с премьер-министра и заканчивая министром по делам иммиграции. Правительство Уильяма Лайона Маккензи Кинга считало принятие большого количества еврейских иммигрантов угрозой канадскому обществу. Решение Кинга заблокировать въезд в Канаду евреям получило поддержку его заместителя в Квебеке Эрнеста Лапуэнта и согласие остального кабинета министров.
Самым известным и драматическим примером этой политики был отказ на допуск в Канаду всем без исключений 900 еврейским пассажирам парохода «Сент-Луис».
Даже после окончания войны, когда существование лагерей смерти стало очевидным для всех канадцев, иммиграционные запреты не были отменены. Согласно опросам общественного мнения, даже немцы, которые только что были врагами в войне, были для канадцев более приемлемыми иммигрантами, чем евреи. Хуже, чем к евреям, канадцы относились только к японцам.

## Значение
Эта книга была опубликована в 1982 году и сформировала общее научное понимание иммиграционной политики Канады по отношению к евреям, она составила базу для всех последующих исследований этой политики. Информация, изложенная в книге, была сенсационной, поскольку подрывала общепринятый миф, что Канада всегда была страной, которая без ограничений принимала иммигрантов и беженцев. Книга стала бестселлером и неоднократно переиздавалась. Ирвинг Абелла и Гарольд Тропер описывают весь спектр реакции чиновников канадского правительства — от безразличия до откровенной враждебности в отношении миллионов еврейских беженцев, пытавшихся спастись от преследований нацистского режима. С момента публикации этой книги было общепризнано, что с 1933 по 1945 год в Канаду въехало менее 5000 евреев.
В конце 1970-х годов ещё не изданная книга сыграла важную роль в приёме в Канаде беженцев из Вьетнама. Министр иммиграции того времени Рон Этки рассказал авторам книги, что в разгар кризиса 1979 года, когда по вопросу допуска в Канаду на него оказывали давление с обеих сторон (с требованиями впускать и не впускать вьетнамцев), он ознакомился с рукописью книги, и это помогло ему принять решение впустить в Канаду десятки тысяч беженцев.

## Награды
- 1983: Национальная еврейская книжная премия[англ.] в категории «Холокост»[5].
- 1983: Премия сэра Джона А. Макдональда (Премия за лучшую научную книгу по истории Канады)[6].

## Переиздания
С момента первой публикации и до 1986 года книга 5 раз переиздавалась издательством Lester & Orpen Dennys. В 2012 году к десятилетию первого издания она была ещё раз переиздана издательством Торонтского университета. Издание 2012 года содержит предисловие историка Ричарда Менкиса из Университета Британской Колумбии о влиянии, которое книга оказала за период, прошедший с первого издания, и послесловие историка канадского еврейства из Йоркского университета Дэвида Коффмана, объясняющее, почему книга остаётся важной и через 10 лет.